# Tratado de la OMPI sobre Derecho de Autor
El Tratado de la OMPI sobre Derecho de Autor es un tratado internacional sobre derecho de autor adoptado en Ginebra el 20 de diciembre de 1996 por los Estados miembros de la Organización Mundial de la Propiedad Intelectual (OMPI), que entró en vigencia en marzo de 2002. El tratado es un arreglo particular del Convenio de Berna con el objetivo de generar protecciones de derecho de autor en el entorno digital enfocándose principalmente en los programas de computadora y en las bases de datos.Hasta agosto de 2023, el tratado poseía 115 países firmantes.

## Contenido
Cualquier parte contratante (aunque no esté obligada por la Convención de Berna) debe acatar las disposiciones sustantivas de la Ley de la Convención de Berna de 1971 (París).
En cuanto a los temas que son protegidos por medio de derechos de autor, el tratado menciona dos: 
- 1. programas de computadora, cualquiera que sea la modalidad o la forma de su expresión,

- 2. compilaciones de datos u otros materiales ("bases de datos"), en cualquier forma, que en virtud de la selección o arreglo de su contenido constituyan creaciones intelectuales.

Conforme al artículo 4 de dicho tratado, los programas computacionales posee protección como "obras literarias" conforme al artículo 2 de la Convención de Berna.
En lo referente a los derechos de autor, el tratado se ocupa de tres de ellos: 
- 1. el derecho de distribución (artículo 6)
- 2. el derecho de alquiler (artículo 7)
- 3. el derecho de comunicación al público (artículo 8)

Cada uno de ellos es un derecho exclusivo, sujeto a ciertas limitaciones y excepciones.
El tratado obliga a las partes contratantes a proveer remedios legales contra la anulación de las medidas tecnológicas (p. ej., la codificación) que emplean los autores en el ejercicio de sus derechos y contra la remoción o alteración de información, como ciertos datos que identifican la obra de sus autores, que es necesaria para la administración (p. ej., otorgamiento de licencias, recolección y distribución de regalías) de sus derechos ("información sobre la administración de derechos").
El tratado obliga a cada una de las partes contratantes a adoptar las medidas necesarias, de acuerdo con su sistema legal, para garantizar la aplicación de dicho tratado. En particular, la parte contratante deberá asegurarse de que su ley incluya procedimientos que garanticen el cumplimiento, de modo que pueda instruirse una acción legal eficaz contra cualquier infracción de los derechos cubiertos por el tratado. Esa acción debe incluir remedios expeditos para prevenir la infracción y remedios que sean un factor disuasorio contra futuras transgresiones.

## Fuente
- Departamento de Estado de los Estados Unidos